# Louis François Saunier
Pour les articles homonymes, voir Saunier.
Louis François Saunier, né le 11 février 1761 à Rennes (Ille-et-Vilaine) et mort le 4 septembre 1841 également à Rennes, est un général français de la Révolution et de l’Empire.

## États de service
Il s’enrôle en 1774 dans la marine et le 17 mars 1778, il passe dans le régiment de dragons de la Reine. Il obtient son congé le 17 septembre 1786, avec le grade de maréchal de logis.
Le 14 février 1789 il entre comme cavalier de maréchaussée dans la compagnie de l’Orléanais et il y gagne tous ses grades jusqu’à celui de lieutenant le 29 septembre 1794 et de capitaine le 2 janvier 1801. 
De 1803 à 1805 il sert dans les camps de Boulogne et d’Ostende, et c’est à Boulogne qu’il est fait chevalier de la Légion d’honneur le 14 juin 1804.
De 1805 à 1808 il est affecté à la Grande Armée, comme commandant de la gendarmerie du 3e corps d’armée. Il participe aux campagnes d'Autriche, de Prusse et de Pologne. Il a un cheval tué sous lui à la bataille d’Austerlitz le 2 décembre 1805, et il est nommé chef d’escadron le 7 janvier 1806. À la bataille d'Iéna le 14 octobre 1806, il a un autre cheval tué sous lui, et il est blessé à la cuisse gauche le 8 février 1807, à la bataille d'Eylau. Il est fait officier de la Légion d’honneur le 7 juillet 1807.
Il est fait chevalier de l’ordre royal de Saint-Henri de Saxe le 8 mars 1808. Il est élevé au grade de colonel le 29 avril 1808, à la 4e légion de gendarmerie et il est nommé grand prévôt de l’armée d’Allemagne en 1809. Il est fait chevalier de l’ordre militaire de Pologne le 25 mars 1809. Il est blessé à la jambe droite le 17 avril 1809 lors d’une reconnaissance près de Varsovie, et il est créé baron de l’Empire le 15 août suivant.
Le 24 avril 1811 il est chargé d’organiser la 34e légion de gendarmerie à Hambourg et il est élevé au grade de commandeur de la Légion d’honneur le 30 juin 1811.
Il est promu général de brigade le 23 novembre 1811, et en 1812 il participe à la campagne de Russie, à la tête de la gendarmerie du 1er corps de la Grande Armée. Le 22 avril 1813 il obtient un congé de trois mois pour soigner ses blessures et le 21 août il commande la colonne mobile chargée de la recherche des déserteurs dans la 24e division militaire.
Lors de la Première Restauration, le roi Louis XVIII le fait chevalier de Saint-Louis le 8 juillet 1814 et il le nomme inspecteur général de gendarmerie le 11 juillet 1814.
Pendant les Cent-Jours, l’Empereur le confirme dans son emploi d’inspecteur général de gendarmerie le 3 avril 1815.
Il est admis à la retraite le 1er janvier 1819, en raison de son âge, mais il est conservé au ministère de la guerre jusqu’en juillet 1820, pour la surveillance spéciale et générale du service de la gendarmerie dont il est chargé depuis le 17 septembre 1817. 
Il est promu général de division honoraire le 19 juillet 1820.
Il meurt le 4 septembre 1841, à Rennes.

## Dotation
- Le 17 mars 1808, donataire d’une rente de 500 francs sur le Mont-de-Milan.
- le 15 août 1810, donataire d’une rente de 4 000 francs sur Rome.

## Armoiries
| Figure | Nom du baron et blasonnement |
| ------ | --- |
|        | Armes du baron Louis François Saunier et de l'Empire, décret du 15 août 1809, lettres patentes du 11 juin 1810, commandeur de la Légion d'honneur Écartelé ; au premier d'argent au pin arraché de sinople, au franc-quartier d'azur posé à dextre chargé d'une étoile d'or ; au deuxième des barons tirés de l'armée ; au troisième de sinople au casque d'or panaché d'argent ; au quatrième d'or au chevron d'azur, accompagné en cœur d'une moucheture d'hermines de sable - Livrées : blanc, rouge, bleu, verd ; le verd en bordure seulement. |

## Sources
- (en) « Generals Who Served in the French Army during the Period 1789 - 1814: Eberle to Exelmans »
- Thierry Pouliquen, « Les généraux français et étrangers ayant servis [sic] dans la Grande Armée » (consulté le 14 janvier 2015)
- « La noblesse d’Empire » (consulté le 14 janvier 2015)
- Germain Sarrut et Edmé Théodore Bourg, Biographie des Hommes du jour, Paris, imprimerie Pierre Baudoin, 1840, p. 130.
- « Cote LH/2464/76 », base Léonore, ministère français de la Culture
- Arthur Chuquet, Ordres et apostilles de Napoléon (1799-1815), paris, librairie ancienne Honoré Champion, 1911, p. 345
- Vicomte Révérend, Armorial du premier empire, tome 4, Honoré Champion, libraire, Paris, 1897, p. 215.
- (pl) « Napoléon.org.pl »
- Georges Six, Dictionnaire biographique des généraux & amiraux français de la Révolution et de l'Empire (1792-1814) Paris : Librairie G. Saffroy, 1934, 2 vol.